# Шаталов Олександр Борисович
Олександр Борисович Шаталов (1890 — 1970) — радянський залізничник, Герой Соціалістичної Праці (1943). Батько льотчика-космонавта СРСР, двічі Героя Радянського Союзу Володимира Шаталова

## Біографія
Народився 15 лютого 1890 року в селі Сукмановка (нині — Жердєвський район Тамбовської області). В 1919 року Шаталов був покликаний на службу в Робітничо-селянську Червону Армію. Після закінчення школи авіамеханіків служив в авіазагоні. Демобілізувавшись, пішов працювати на Південно-Уральську залізницю, був телеграфістом, машиністом паровозного депо станції «Златоуст». В 1927 році переїхав в місто Петропавловськ Північноказахстанської області Казахської РСР, працював там диспетчером зв'язку, станційним черговим. В середині 1930-х років поїхав до Ленінграда, навчався в Ленінградському інституті інженерів залізничного транспорту. Брав участь в радянсько-фінській війні.
З початком Великої Вітчизняної війни Шаталов був зарахований в склад ремонтно-відновлювального потягу «Связьрем-1», який дислокувався на станції «Мурманські ворота». Після загибелі в жовтні 1941 року командира поїзда М. М. Андріанова Шаталов зайняв його посаду. Під його керівництвом поїзд успішно працював на «Дорозі життя» та інших залізничних лініях. Екіпаж поїзда Шаталова брав участь в прокладці свайно-льодової дороги на лінії Мга — Волховстрой, будівництві залізничної переправи по льоду Ладозького озера і естакади через Неву в районі Шліссельбурга. Після прориву блокади Ленінграда поїзд Шаталова проводив і обладнав лінії зв'язку, прокладав залізничне полотно в Шліссельбург.
Указом Президії Верховної Ради СРСР від 5 листопада 1943 року за «особливі заслуги в забезпеченні перевезень для фронту і народного господарства і видатні досягнення у відновленні залізничного господарства у важких умовах воєнного часу» Олександр Шаталов був удостоєний високого звання Героя Соціалістичної Праці з врученням ордена Леніна і медалі «Серп і Молот» за номером 139.
У повоєнний час продовжував працювати на залізниці в районі Ростова-на-Дону. Пізніше повернувся в Ленінград. Останні роки життя прожив в Зоряному Містечку у сина — льотчика-космонавта СРСР, двічі Героя Радянського Союзу Володимира Шаталова. Помер 11 червня 1970 року, похований в Ленінграді, на Богословському кладовищі (Санкт-Петербург).
Був також нагороджений орденами Вітчизняної війни 2-го ступеня, Трудового Червоного Прапора і Червоної Зірки, поруч медалей.